# Мельгуновы
Мельгуно́вы — русский дворянский род.
При подаче документов для внесения рода в Бархатную книгу, были предоставлены две родословные росписи: Никифором Мельгуновым (19 марта 1686) и Ермолаем Мельгуновым (1686), герб Мельгуновых и выписка из "Орбиса Полонуса", а также четыре царские вотчинные жалованные грамоты (1615-1616) представителям рода: на четверть сельца Крюково (Слободка), половину деревни Новиково, жеребьи села Борки и деревни Булгаково, Булгакова Слободка, деревни Пешки в Перевицком стане Рязанского уезда.
Род Мельгуновых внесён во II, III и VI части родословных книг Вологодской, Казанской, Курской, Московской, Нижегородской, Новгородской, Санкт-Петербургской, Рязанской, Симбирской, Саратовской, Тверской и Ярославской губерний.

## Происхождение и история рода
Род Мельгуновых происходит, по преданию, от выходца из Польши (литовского выходца) Яна Минигалева (Яна Мингайло-Мингалева), коему по крещении дано имя Иван Мельгунов. Пятеро Мельгуновых принимали участие в московском осадном сидении 1609 года. В конце XVII века несколько Мельгуновых были стольниками и стряпчими. Пётр Наумович Мельгунов (умер в 1751 году) был президентом камер-коллегии. Его сын Алексей Петрович — государственный деятель.

## Геральдика
Герб Мельгуновых принадлежит к группе ранних русских гербов. Около 19 марта 1686 года вместе с выпиской из "Орбиса Полонуса" он был представлен в Палату родословных дел в числе доказательств, обосновывающих право семьи на внесение в родословную книгу. Прорись герба сделана в 1740-г.
Герб этот представляет собой польский герб Rawicz, которым, в числе прочих фамилий. пользуется Mefgiewski.

## Известные представители
- Мельгуновы: Пётр Васильевич, Фёдор, Иван и Наум Никифоровичи — стряпчие (1692).
- Мельгуновы: Семён Иванович, Иван Дементьевич, Андрей Игнатьевич — московские дворяне (1676-1692).
- Мельгуновы: Тимофей Васильевич, Никифор Иванович — стольники (1686-1692)[8].
- Мельгунов, Алексей Петрович (1722—1788) — государственный деятель.
- Мельгунов, Николай Александрович (1804—1867) — русский писатель.
- Мельгунов, Петр Павлович (1847—1894) — ботаник и историк, педагог в Московском университете.
- Мельгунов, Алексей Павлович (1876—?) — общественный деятель, член IV Государственной думы от Уфимской губернии.
- Мельгунов Юлий Николаевич (1846—1893) - теоретик музыки, фольклорист и пианист.
- Мельгунов, Сергей Петрович (1879—1956) — русский историк, политический деятель.
- Кавалеры ордена Святого Георгия IV класса:
  - Мельгунов, Иван Ионович; подполковник; № 5002; 3 декабря 1834
  - Мельгунов, Лука Сергеевич; майор; № 7858; 26 ноября 1847
  - Мельгунов, Михаил Эрастович; генерал-майор; 19 мая 1915
  - Мельгунов, Пётр Алексеевич; подполковник; № 226 (186); 26 ноября 1773, впоследствии генерал-майор, сын А. П. Мельгунова.
  - Мельгунов, Пётр Иванович; генерал-майор; № 3890; 26 ноября 1826